# Philippe Rolla
Pour les articles homonymes, voir Rolla.
Philippe Rolla est un acteur français, né Auguste-Joseph-Frédéric Chilliard le 3 septembre 1881 à Saint-Siméon-de-Bressieux (Isère) et mort le 21 mars 1943  à Paris 12e.

## Filmographie
- 1920 : Colomba de Jean Hervé
- 1923 : Kœnigsmark de Léonce Perret : M. de Wendel
- 1927 : Napoléon d'Abel Gance : le général André Masséna
- 1929 : Le Peintre exigeant de Maurice Champreux et Robert Beaudoin (court métrage)
- 1931 : Circulez ! de Jean de Limur
- 1931 : Un soir, au front d'Alexandre Ryder : le colonel
- 1933 : L'Agonie des aigles de Roger Richebé : le lieutenant Huguenin
- 1935 : Napoléon version remaniée d'Abel Gance : le général André Masséna
- 1937 : Affaire du courrier de Lyon de Maurice Lehmann et Claude Autant-Lara : l'accusateur public
- 1941 : Cartacalha, reine des gitans de Léon Mathot : Bedra Janco
- 1942 : Le Capitaine Fracasse d'Abel Gance : Malastic

## Théâtre
- 1913 : Rachel de Gustave Grillet, Théâtre de l'Odéon
- 1922 : Les Juives de Robert Garnier, mise en scène Firmin Gémier, Théâtre de l'Odéon
- 1932 : La Colombe poignardée de Gaston Sorbets, Comédie de Genève
- 1936 : Le Club des gangsters de Laurence Gross, Edward Childs Carpenter,  Théâtre des Deux Masques